# ایوو شریکر
ایوو شریکر (انگلیسی: Ivo Schricker; ۱۸ مارس ۱۸۷۷ – ۱۰ ژانویهٔ ۱۹۶۲ (aged 84)) بازیکن فوتبال اهل آلمان بود.
از باشگاه‌هایی که در آن بازی کرده‌است می‌توان به باشگاه فوتبال کارلسروهه اشاره کرد.